# Aleksander Doba

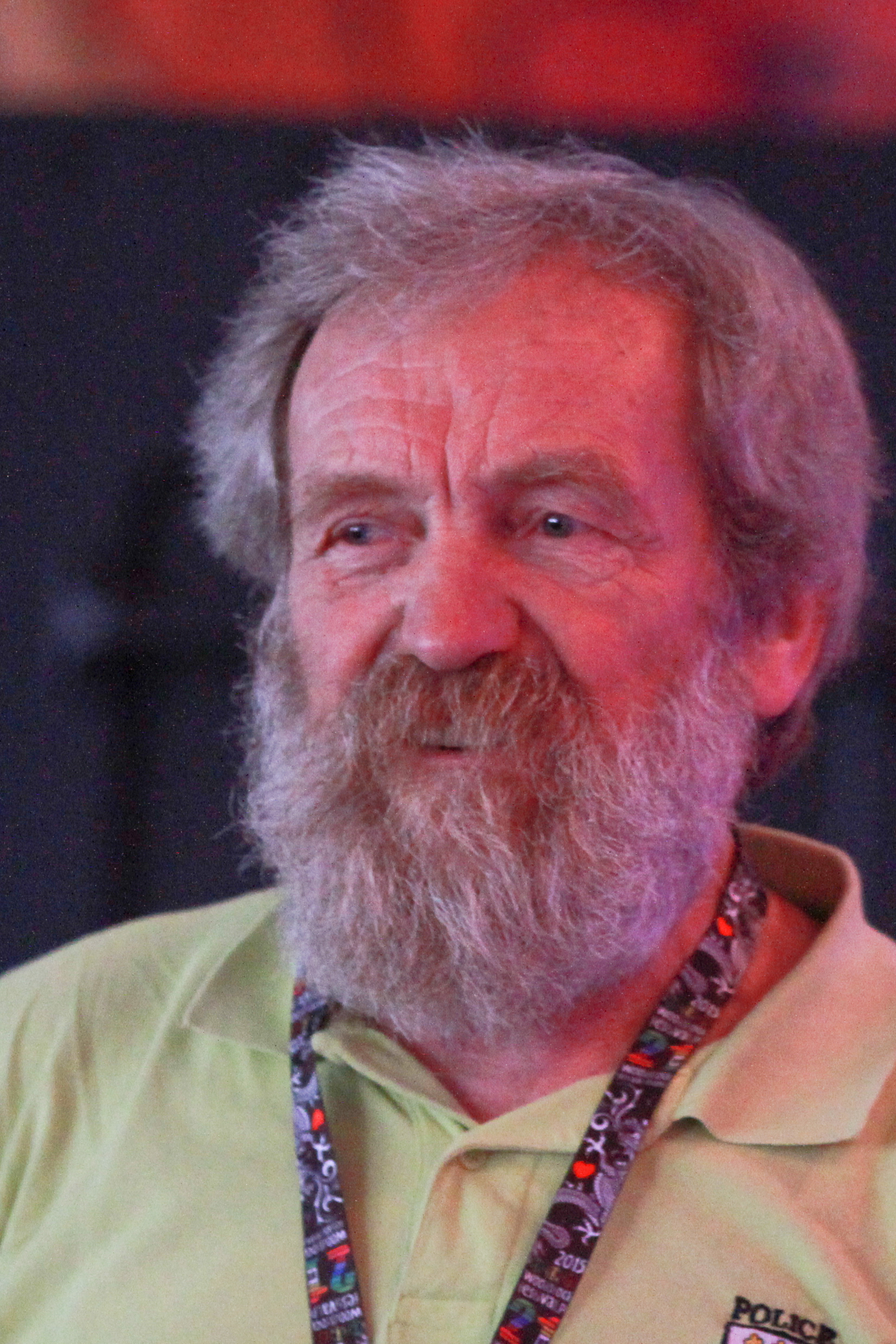
Aleksander Doba auf dem Pol’and’Rock Festival 2015

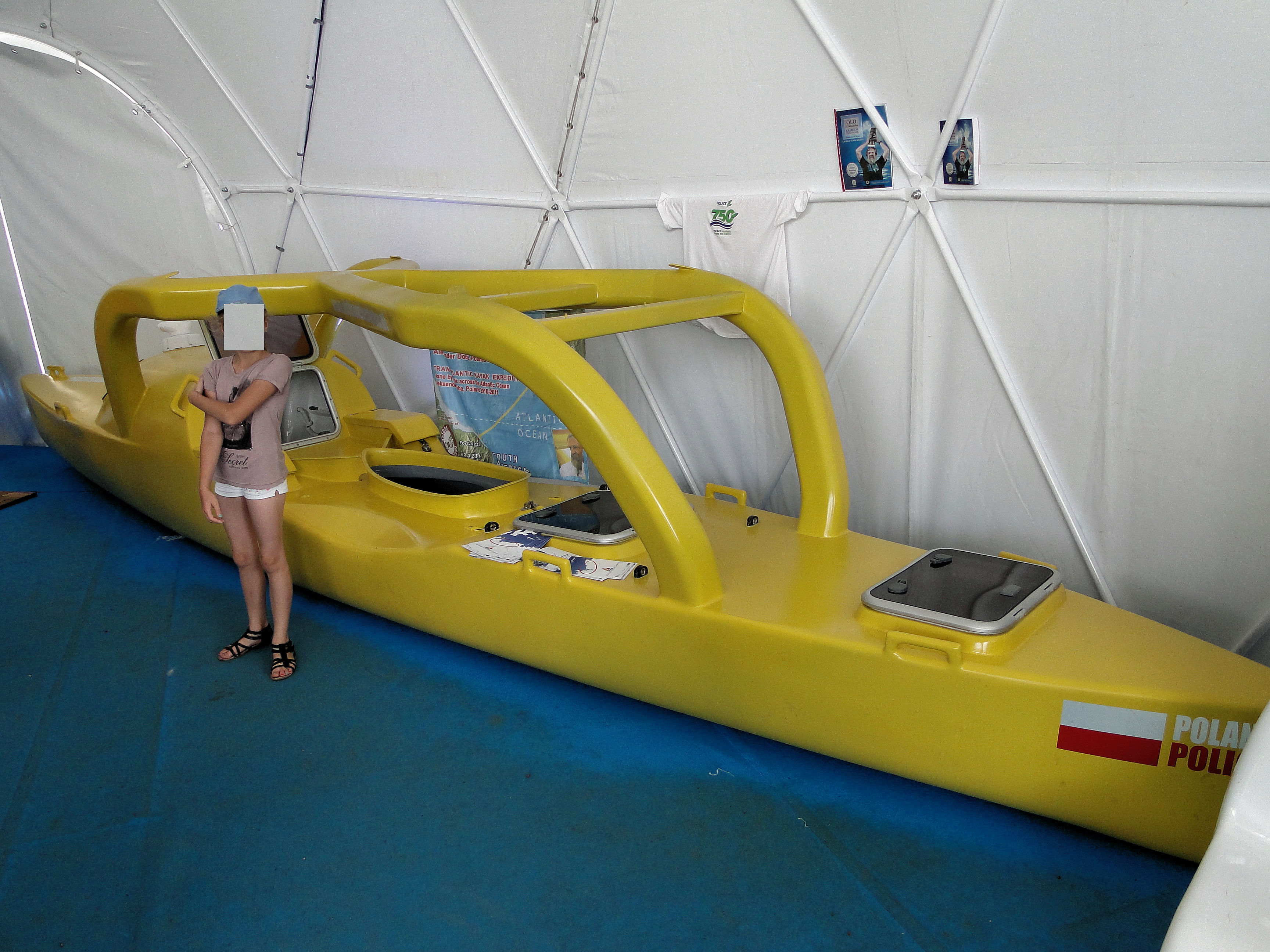
Das Kajak der Atlantiküberquerung 2010

Aleksander Doba (* 9. September 1946 in Swarzędz; † 22. Februar 2021 auf dem Kilimandscharo) war ein polnischer Kajak-Fahrer, der drei Mal den Atlantischen Ozean mit einem Kajak überquerte.

## Leben und Wirken
Aleksander Doba absolvierte das Studium an der Polytechnischen Hochschule in Poznań. Viele Jahre, u. zw. seit den 70. Jahren des 20. Jahrhunderts bis zu seinem Tod, lebte er in Police, dort war er als Ingenieur im Chemiewerk angestellt.
Aleksander Doba war in mehreren sportlichen Disziplinen aktiv, darunter Fahrradfahren, Wandern, Bergwandern, Segeln, Segelfliegen und Fallschirmspringen. Im Alter von 34 Jahren unternahm er seine erste 2-wöchige Kajak-Reise auf der Drage in Polen.
2010 startete er in Dakar im Senegal und erreichte nach 98 Tagen und 2.912 Seemeilen Acaráu in Brasilien. Hatte er hier die kürzeste Route gewählt, so wählte er für seine zweite Überquerung die längste Strecke von Lissabon nach Florida. Er startete im Oktober 2013 und erreichte nach 167 Tagen im April 2014 Florida im Alleingang ohne jegliche Unterstützung von außen.
Seine dritte Atlantik-Überquerung war bereits für das Jahr 2016 geplant. Er startete in New York, musste jedoch bereits vier Tage später vor der Insel Sandy Hook wegen Beschädigung seines Kajaks durch starken Wellengang aufgeben. Am 16. Mai 2017 brach er erneut auf, diesmal in Barnegat Bay (New Jersey) und erreichte 111 Tage später nach 6.680 km Le Conquet in der Bretagne.
Seine Atlantik-Überquerungen 2010 und 2013/14 waren die längsten Open-Water-Kajakreisen, die je stattgefunden haben. Vom National Geographic wurde er 2014 zum „Abenteurer des Jahres“ ernannt.
Am 22. Februar 2021 bestieg Doba den Kilimandscharo. Nachdem er mit seinen Führern den Gipfel erreicht hatte, verlor er dort das Bewusstsein und konnte nicht wiederbelebt werden.